# Йорік
Йорік (англ. Yorick) — персонаж трагедії Вільяма Шекспіра «Гамлет». Мертвий блазень, череп якого знаходять гробарі, які копають могилу для Офелії (Дія п'ята, Сцена 1). Гамлет бере череп до рук і проголошує монолог:
| Бідолашний Йоріку! Я знав його, Гораціо. Людина невичерпної винахідливості в дотепах, з винятковою фантазією. Разів з тисячу носив він мене на спині. А тепер це сама бридота. Мене нудить, коли я дивлюся на нього. Отут були губи, які я так часто цілував. Де тепер твої жарти? Твоє вистрибування? Твої пісеньки? Спалахи веселощів, від яких усі за столом, бувало, покотом лягали з реготу? Невже в тебе не залишилося жодного дотепу, щоб поглузувати з власного вищиру? |

## Прототип
Існує версія, що прототипом Йоріка є улюблений блазень королеви Єлизавети І, відомий виконавець дошекспірівської сцени Ричард Тарлтон, який помер приблизно за десять років до того, як "Гамлет" був уперше представлений.

### Походження імені
Щодо походження імені "Йорік" мистецтвознавці розходяться в думках: можливо, це посилання на скандинавські імена Ерік або Йорг; у Саксона Граматика зустрічається ім'я Рорік (батько королеви), тоді як відомо, що Шекспір при створенні "Гамлета" використовував один із мотивів його "Діяння данів"; Йорвік — так вікінги називали місто Йорк.

## Зображення
Найраннішим зображенням Гамлета з черепом Йоріка в руці вважається робота художника Джона Голла, написана в 1773 році. Незабаром такі зображення стали звичайними для ілюстрації «Гамлета». Хоча в п'єсі самого Йоріка немає, присутній лише його череп, деякі художники зображували блазня «за життя», наприклад, полотно Філіпа Гермогенеса Кальдерона «Молодий лорд Гамлет» (1868). У фільмі "Гамлет" (1996) роль Йоріка (у флешбеку) зіграв актор-комік Кен Додд.
Піаніст і композитор Анджей Чайковський, який помер у 1982 році, заповів свій череп Королівській шекспірівській компанії, щоб його використали у постановках «Гамлета» як череп Йоріка. У 1989 році череп Анджея дійсно був використаний на репетиціях телепостановки п'єси, але в результаті його все-таки замінили муляжем, оскільки актори відчували себе незатишно зі справжнім черепом у руках. У кількох постановках череп все-таки брав участь, але глядачі, які приходили подивитися постановку, відволікалися від театральної дії та були захоплені обговоренням черепа.
Йорік з'являється як головний персонаж у романі Брюса Ковілла «Череп правди».

## Галерея

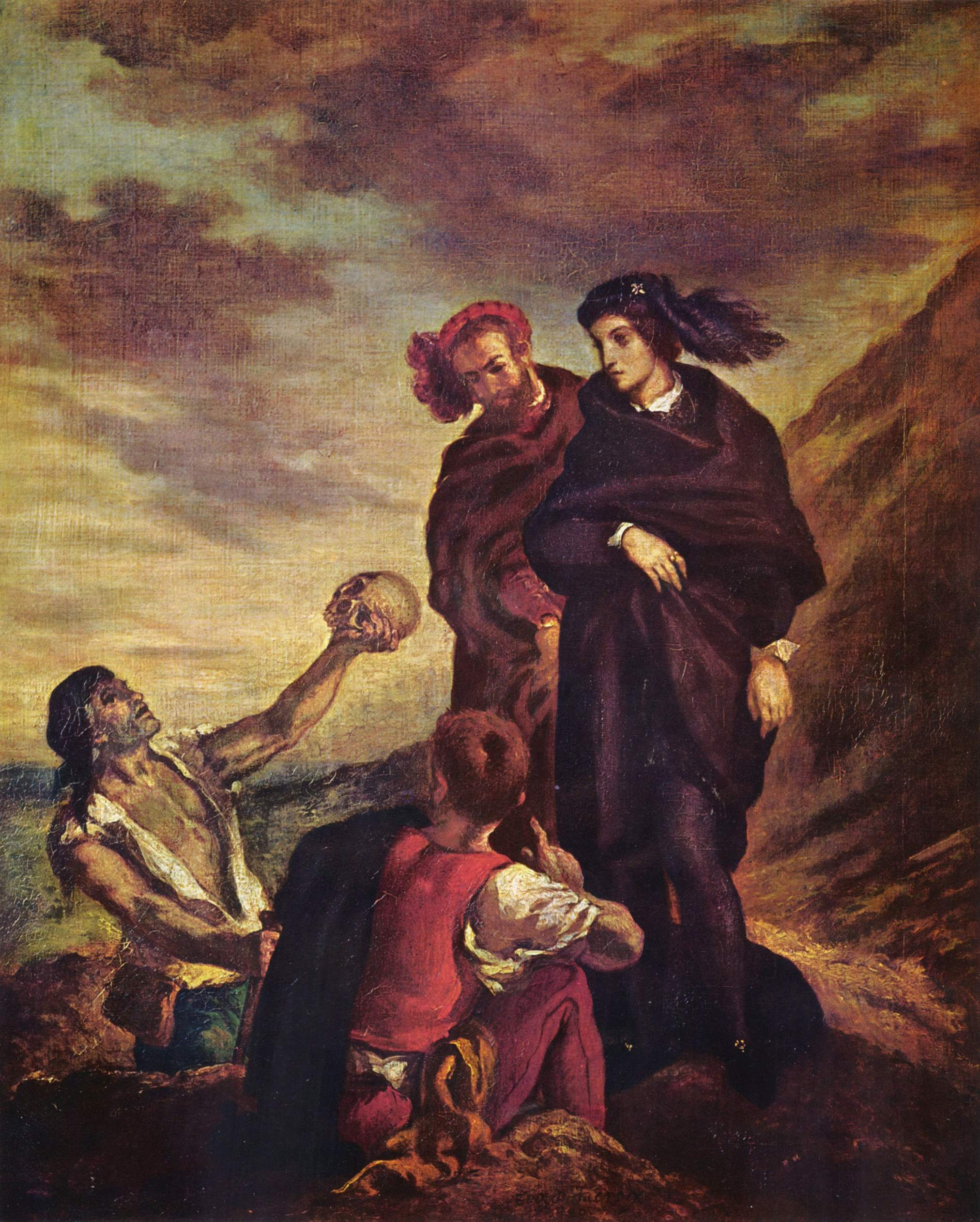
Сцена знаходження черепа Йоріка (1839). Ежен Делакруа.
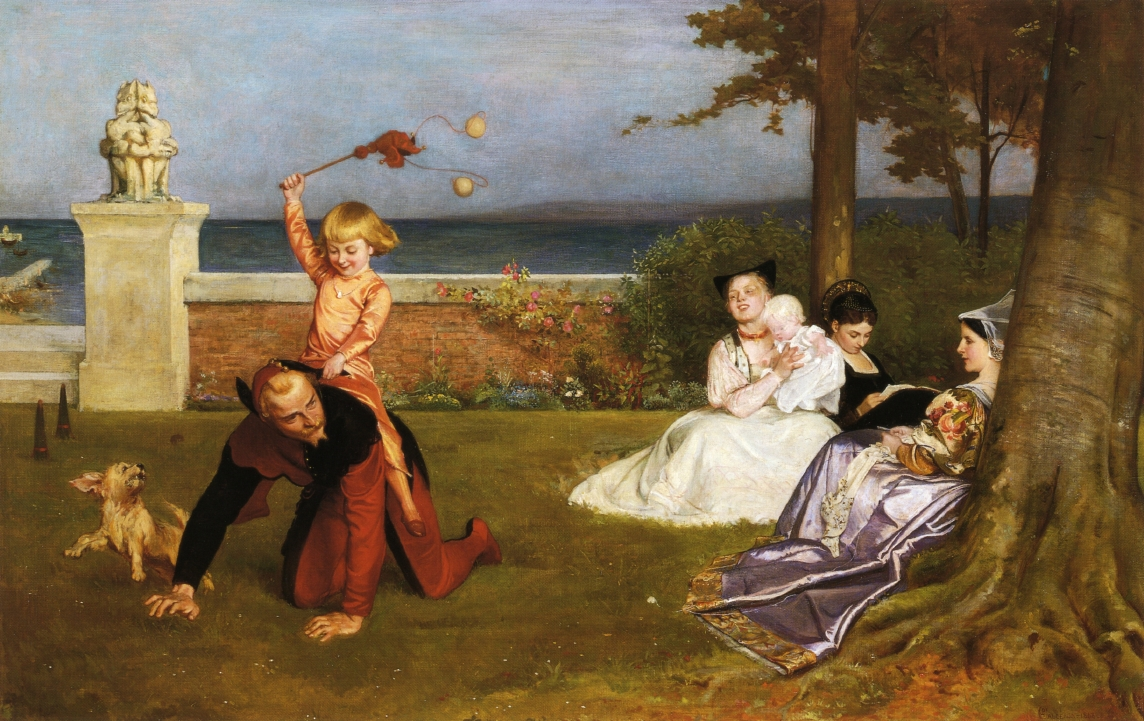
Молодий Гамлет (1868). Філіпп-Гермогенес Кальдерон.
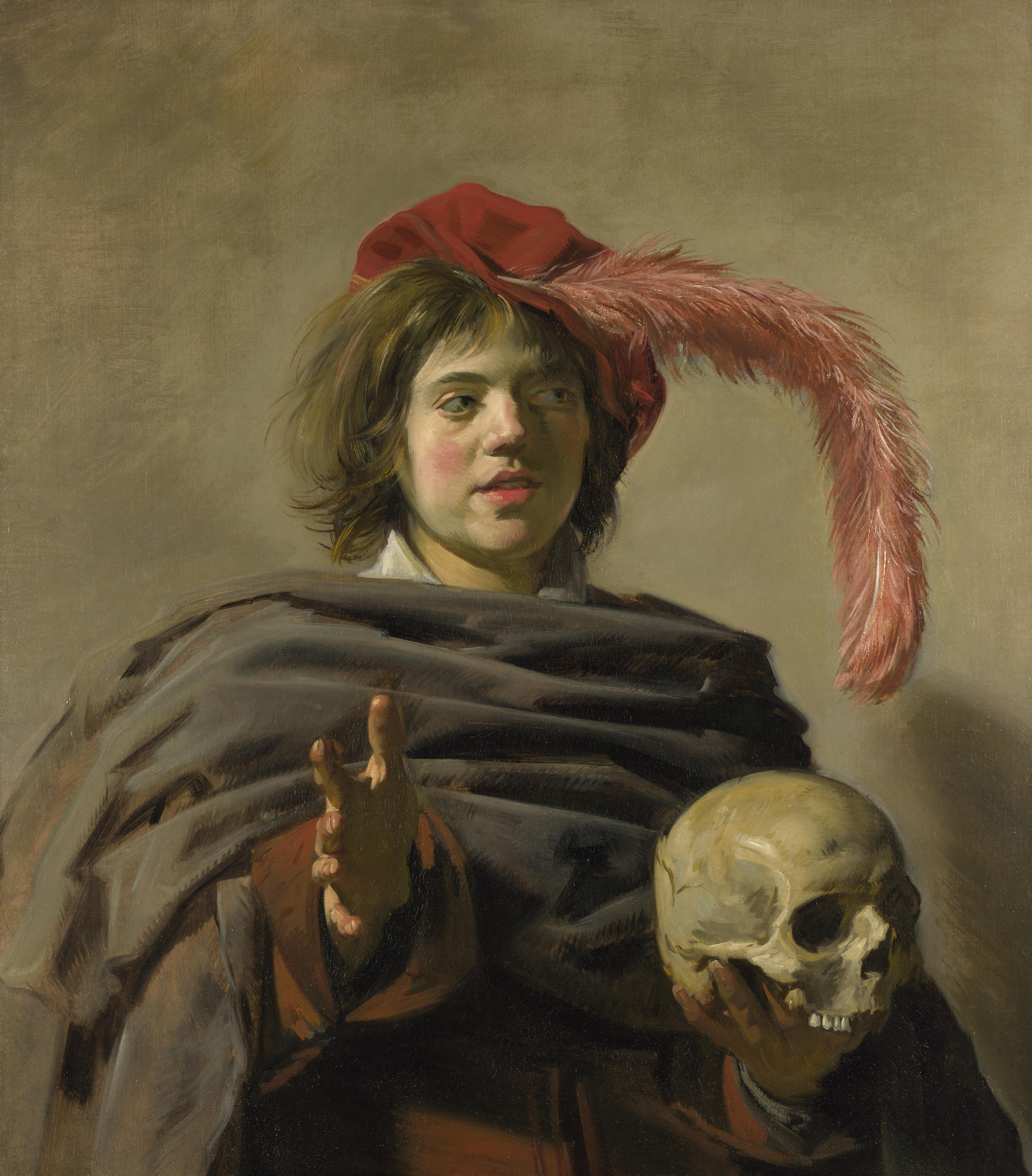
Юнак з черепом (1626). Франс Галс.